# Rick McKinney
Richard ("Rick") McKinney (Muncie (Indiana), 12 oktober 1953) is een Amerikaanse boogschutter.
Ricks vader was professioneel boogschutter en ook zijn moeder en broers deden aan deze sport. Hij begon zelf met schieten toen hij 10 jaar was. McKinney werd meerdere keren nationaal kampioen en wereldkampioen (1977, 1983, 1985) boogschieten.
In 1976 deed McKinney voor het eerst mee aan de Olympische Spelen, hij werd hier vierde. In 1980 boycotten de Verenigde Staten de Spelen in Moskou vanwege de invasie van de Russen in Afghanistan en de Amerikaanse boogschutters bleven thuis. Op de Spelen in Los Angeles (1984) speelde McKinney in de finale tegen zijn teamgenoot Darrell Pace, McKinney verloor en behaalde de zilveren medaille. Op de Spelen in Seoel (1988) behaalde hij individueel de zesde plaats, met zijn team (met teamgenoten Pace en Jay Barrs) won hij een zilveren medaille.
In 1992 deed McKinney opnieuw mee aan de Spelen, maar viel buiten de prijzen.
Hij schreef in 1996 het boek The Simple Art of Winning, an instructional guide for Olympic recurve archers. Hij werd na zijn Olympische carrière directeur van Carbon Tech, een fabrikant in pijlen in Sacramento.
McKinney werd door de National Archery Association (NAA) meerdere malen uitgeroepen tot Athlete of Year en won vijf keer de Shenk Award.